# 12. Königlich Bayerische Infanterie-Brigade
Die 12. Infanterie-Brigade war ein Großverband der Bayerischen Armee.

## Geschichte
Der Großverband wurde am 1. April 1901 durch Umbenennung der 5. Infanterie-Brigade errichtet und hatte bis zur Auflösung 1917 sein Kommando in Regensburg. Die Brigade war Teil der 6. Division. Ihr unterstanden folgende Verbände sowie verschiedene Bezirkskommandos:
- 6. Infanterie-Regiment „Kaiser Wilhelm König von Preußen“ in Amberg
- 11. Infanterie-Regiment „von der Tann“ in Regensburg
- Bezirkskommando Deggendorf
- Bezirkskommando Regensburg
- Bezirkskommando Straubing

Zu Beginn des Ersten Weltkriegs wurde die Brigade im Rahmen der 6. Armee an der Westfront eingesetzt.
Am 15. Januar 1917 wurde die Brigade aufgelöst. Das 6. Infanterie-Regiment kam zur 11. Infanterie-Brigade, das 11. Infanterie-Regiment zur 9. Infanterie-Brigade.

## Kommandeure
| Dienstgrad   | Name                                      | Datum                                  |
| ------------ | ----------------------------------------- | -------------------------------------- |
| Generalmajor | Anton von Stockhammern                    | 01. April bis 24. August 1901          |
| Generalmajor | Alfred Eckbrecht von Dürckheim-Montmartin | 25. August 1901 bis 22. Oktober 1903   |
| Generalmajor | Friedrich von Pflaum                      | 23. Oktober 1903 bis 12. Oktober 1906  |
| Generalmajor | Fedor Grosch                              | 13. Oktober 1906 bis 14. November 1909 |
| Generalmajor | Otto Breitkopf                            | 22. November 1909 bis 27. August 1913  |
| Generalmajor | August Maunz                              | 28. August 1913 bis 20. Juli 1914      |
| Generalmajor | Maximilian von Kirschbaum                 | 01. August 1914 bis 13. September 1916 |
| Generalmajor | Arnold Möhl                               | 13. September 1916 bis 14. Januar 1917 |